# John Kerr (fisico)
John Kerr (Ardrossan, 1824 – Glasgow, 1907) è stato un fisico scozzese.
Aspirante teologo, si appassionò alla matematica e divenne assistente del celebre fisico scozzese William Thomson. Passato dunque ad occuparsi quasi esclusivamente di fisica, scoprì il cosiddetto effetto Kerr.

## Vita e lavoro
John Kerr nacque il 17 dicembre 1824 ad Ardrossan, in Scozia. Fu studente a Glasgow dal 1841 al 1846, ed al "Theological College of the Free Church of Scotland", ad Edimburgo, nel 1849. Nel 1857 divenne docente di matematica al "Free Church Training College", a Glasgow. Morì a Glasgow nel 1907.
Il lavoro sperimentale più importante di Kerr fu la scoperta della doppia rifrazione in dielettrici solidi e liquidi immersi in un campo elettrostatico (1875) e del cosiddetto effetto Kerr. Nell'effetto Kerr, una variazione dell'indice di rifrazione è proporzionale al quadrato del campo elettrico. Nel regime in cui tale relazione è lineare, tale effetto è conosciuto come effetto Pockels. Kerr dimostrò inoltre un fenomeno analogo per campi magnetici, che prese il nome di effetto Kerr magneto-ottico. La radiazione laser porta all'effetto che usa il campo elettrico della radiazione stessa, l'effetto Kerr AC.
L'effetto Kerr è alla base del funzionamento della cella di Kerr, utilizzata in applicazioni come otturatori nell'ambito della fotografia ad alta velocità, con velocità di otturazione dell'ordine di 100 ns. Nel 1928 Karolus e Mittelstaedt usarono una cella di Kerr per modulare un raggio di luce e misurarne la velocità. In precedenti misure di tale tipo vennero utilizzati mezzi meccanici di modulazione che raggiunsero frequenze di circa 10 kHz, ma la cella di Kerr permette di arrivare a frequenze di 10 MHz e conferisce una migliore precisione nella misura. La prima cella di Kerr era originariamente un blocco di vetro. Le celle moderne sono comunemente riempite con liquidi come il nitrobenzene.
Kerr fu inoltre un sostenitore precoce del sistema metrico nel Regno Unito.